# Lander-Hufeisennase

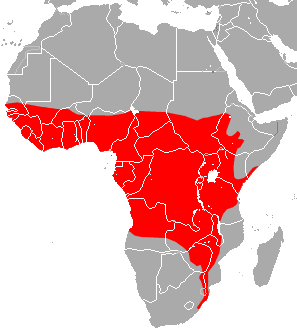
Verbreitungsgebiet der Lander-Hufeisennase

Die Lander-Hufeisennase (Rhinolophus landeri) ist ein in Afrika südlich der Sahara verbreitetes Fledertier in der Gattung der Hufeisennasen. Sie bildet mit der Zwerg-Hufeisennase (Rhinolophus pusillus) und verschiedenen anderen Gattungsmitgliedern eine Artengruppe.

## Merkmale
Mit einer Gesamtlänge von 63 bis 83 mm, inklusive eines 21 bis 31 mm langen Schwanzes sowie mit einem Gewicht von 5 bis 10 g ist die Art eine mittelgroße Hufeisennase. Diese Fledermaus hat 35 bis 49 mm lange Unterarme, eine Flügelspannweite von 280 bis 207 mm, Hinterfüße von 7 bis 9 mm Länge und 13 bis 20 mm lange Ohren. Typisch für die Art sind orange Haarbüschel auf den Schultern erwachsener Männchen. Diese bedecken Drüsen, durch die sie befeuchtet werden. Mit Ausnahme der Geschlechtsteile sind andere Kennzeichen bei Weibchen und Männchen gleich. Das weiche Fell der Oberseite ist gewöhnlich graubraun oder grau mit rötlichen Tönen. Die einzelnen Haare sind an den Spitzen dunkler. Unterseits ist leicht helleres Fell vorhanden. Zeitweilig kommt eine orangebraune Farbvariante vor, die rötliche Tönungen aufweisen kann. Das namensgebende hufeisenförmige Nasenblatt ist 6 bis 8 mm breit und besitzt einen dreieckigen Aufsatz. Die Lander-Hufeisennase ist weiterhin durch eine tiefe Falte in der Unterlippe gekennzeichnet, bei der beiderseits je eine undeutliche Einkerbung vorkommt. Die Zahnformel lautet I 1/2, C 1/1, P 2/3, M 3/3. Der diploide Chromosomensatz besteht aus 58 Chromosomen (2n=58).

## Verbreitung
Diese Fledermaus kommt von Senegal nach Osten bis Äthiopien sowie nach Süden bis Angola, Malawi und Simbabwe vor. Entlang des Grenzbereichs zwischen Mosambik und Südafrika erreicht die Art Eswatini und den Indischen Ozean. Eine Population lebt auf Bioko. Die Lander-Hufeisennase lebt gewöhnlich im Flachland und in mittleren Gebirgen bis 1200 Meter Höhe. Am Mount Elgon in Uganda kommt die Art bis 2000 Meter Höhe vor. Als Habitat dienen meist Savannen und Galeriewälder. Manchmal werden feuchte Wälder oder halbtrockene Buschflächen besucht. In Savannen bestehen die Baumgruppen meist aus Vertretern der Gattung Isoberlinia. Die Art meidet trockene Strauchansammlungen und Flächen, die mit Pflanzen der Gattung Baikiaea (Hülsenfrüchtler) bedeckt sind.

## Lebensweise
Kolonien mit etwa 100 Mitgliedern ruhen in Höhlen und leeren Bergwerksstollen. Kleinere Gruppen verbringen den Tag in Felsspalten, im dichten Blattwerk, in Erdlöchern oder in Gebäuden.
Gelegentlich befindet sich das Versteck in Öffnungen von Affenbrotbäumen. Die Exemplare können ihren Ruheplatz mit Altwelt-Rundblattnasen, dem Angolanischen Samtfell-Flughund, mit der Afrikanischen Schiebeschwanz-Fledermaus, der Bate-Schlitznase oder der Großohr-Schlitznase teilen. Gewöhnlich findet die Jagd auf Motten, Käfer und andere fliegende Insekten 2 Meter über dem Grund statt. Die Rufe zur Echoortung haben zwei Melodien und die Frequenz reicht von 55 bis 122 kHz. Die Paarung findet bei vielen Populationen in der Regenzeit statt und oft gebären die Weibchen einer Population ihre Nachkommen etwa gleichzeitig. Bei Studien wurde eine verzögerte Embryoentwicklung festgestellt. Männchen sind nicht an der Aufzucht der Nachkommen beteiligt und suchen sich ein anderes Versteck. Weibchen bringen pro Jahr ein Junges zur Welt, das nach 4 bis 5 Wochen flugfähig ist. Zuvor wird das Jungtier von der Mutter getragen. Soweit bekannt erfolgt die erste Paarung im zweiten Lebensjahr. Die Lander-Hufeisennase trägt verschiedene Parasiten im Fell.

## Gefährdung
Für den Bestand sind keine Bedrohungen bekannt. Die IUCN schätzt die Gesamtpopulation als groß ein und listet die Art als nicht gefährdet (least concern).